# Озісіома Нгва
Озісіома Нгва (англ. Osisioma Ngwa) — одна із 17 територій місцевого управління штату Абія, Нігерія.
Адміністративний центр — місто Озісіома.
Площа — 198 км2. Чисельність населення — 219 632 осіб (станом на 2006 рік).
1. ↑  GEOnet Names Server — 2018.